# Poltergeist – Kopogó szellem (film, 1982)
A Poltergeist – Kopogó szellem (eredeti cím: Poltergeist) egy 1982-es amerikai horrorfilm, amelyet Tobe Hooper rendezett. A Metro-Goldwyn-Mayer kiadásában jelent meg, 10,7 millió dollárból készült és 121,7 millió dolláros bevételt hozott Amerikában.

## Rövid összefoglaló
A történet egy házaspárról szól, akiknek a gyerekét egy napon gonosz szellemek rabolják el. Később az egész család életére törnek. A házaspár kénytelen parapszichológusokat hívni, hogy kiűzzék a szellemeket a házukból.

## Főbb szereplők
| Szerep              | Színész           | Magyar hangja (1. szinkron) |
| ------------------- | ----------------- | --------------------------- |
| Steve Freeling      | Craig T. Nelson   | Barbinek Péter              |
| Diane Freeling      | JoBeth Williams   | Tóth Enikő                  |
| Dr. Lesh            | Beatrice Straight | Kassai Ilona                |
| Dana Freeling       | Dominique Dunne   | Csondor Kata]               |
| Robbie Freeling     | Oliver Robins     | Simonyi Balázs              |
| Carol Anne Freeling | Heather O’Rourke  | Horváth Hanga               |
| Ben Tuthill         | Michael McManus   | Bozai József                |
| Dr. Marty Casey     | Martin Casella    | Rékasi Károly               |
| Ryan                | Richard Lawson    | Csankó Zoltán               |
| Tangina Barrons     | Zelda Rubinstein  | Somlai Edina                |
| Pugsley             | Lou Perryman      | Zágoni Zsolt                |
| Mr. Teague          | James Karen       | Gruber Hugó                 |

## Fogadtatás
A film nagyon nagy siker volt már bemutatása idején is, és mára már kultuszfilmmé és az egyik leghíresebb horrorrá vált. A híres jelenet, melyben a kislány a tévéképernyő előtt ül, pedig a popkultúra része lett. A siker hatására készült egy második és egy harmadik rész is a filmből, valamint 2015-ben újraforgatták (remake). Díjakat is nyert, DVD-n és VHS-en is kiadták. Továbbá a filmből ismert játékbohóc belekerült a Horrorra akadva (Scary movie) 2. részébe is, paródia-jelenetként.

## Érdekesség
A főszereplők közül néhányan furcsa körülmények között haltak meg:
- Heather O’Rourke a filmben a szellemek által elrabolt kislány 12 évesen egy téves diagnózis következtében, bélelzáródás miatti szepszisben halt meg a harmadik rész bemutatója előtt;
- Dominique Dunne, a filmben a kislány nővérét alakító színészt 22 évesen, a film megjelenésének évében a barátja fojtotta meg;[4]
- Julian Beck, aki a filmben a papot alakította, gyomorrákban hunyt el nem sokkal a film bemutatója után;
- Lou Perryman – a filmben Pugsley-t alakította – 2009-ben fejszével verték agyon.[5][6]